# Großenbrode
Großenbrode est une commune allemande de l'arrondissement du Holstein-de-l'Est, dans le Land de Schleswig-Holstein.

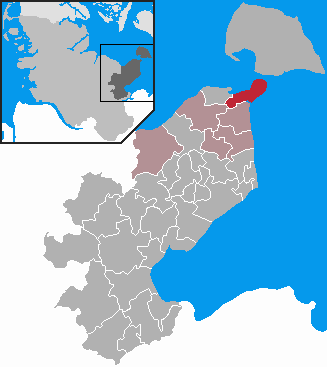
Großenbrode au sein de l'arrondissement du Holstein-de-l'Est

## Géographie
Großenbrode se trouve au cap nord de la baie de Lübeck, au bout de la presqu'île de Wagrie, en face de l'île de Fehmarn (relié par le pont du Fehmarnsund sur la Vogelfluglinie). Avec quinze kilomètres de côte, elle fait partie des régions les plus ensoleillées et les moins pluvieuses en Allemagne.

## Histoire
Près d'Alter Sund, se trouve un grand site mégalithique, la ligne de Krausort longue de 100 m. Au nord de Lütjenbrode, entre la mer Baltique et la Bundesstraße 207, il y a deux tumulus.
Comme son voisin de Lütjenbrode, le village est mentionné en 1249. L'église construite en brique est citée en 1230.
Le 26 décembre 1931, Reinhard Heydrich épouse Lina von Osten dans l'église évangélique.
Durant la Seconde Guerre mondiale, Großenbrode accueille un aéroport. De 1951 à 1963, ce site sert de port sur la ligne du train-ferry géré par la Danske StatsBaner et la Deutsche Bundesbahn, entre la gare de Großenbrode Kai et Gedser au Danemark. La ligne disparaît avec l'ouverture du pont.
Dans les années d'après-guerre, la caserne sert de camp britannique de prisonniers de guerre. Puis jusqu'en 1995, elle est une école de la Deutsche Marine pour les services côtiers. Aujourd'hui, c'est un port de plaisance et de pêche et un village de vacances.
De même, la Luftwaffe se maintient. Jusqu'en 2004, le régiment de transmission possède un Lockheed T-33 Silver Star. La caserne accueille les membres de l'une des six tours de contrôle militaire allemand qui couvre un rayon de 600 km. Elle sert aujourd'hui pour un usage civil.